# Elvange (Schengen)
Pour les articles homonymes, voir Elvange.
Elvange (luxembourgeois : Elveng, allemand : Elvingen) est une section de la commune luxembourgeoise de Schengen située dans le canton de Remich.

## Histoire
Avant le 1er janvier 2012, Elvange faisait partie de la commune de Burmerange qui fut dissoute lors de sa fusion avec la commune de Schengen.